# Роґувко (Західнопоморське воєводство)
Роґувко (пол. Rogówko) — село в Польщі, у гміні Венґожино Лобезького повіту Західнопоморського воєводства.
Населення — 87 осіб (2011).
У 1975-1998 роках село належало до Щецинського воєводства.

## Демографія
Демографічна структура станом на 31 березня 2011 року:
|          | Загалом | Допрацездатний вік | Працездатний вік | Постпрацездатний вік |
| -------- | ------- | ------------------ | ---------------- | -------------------- |
| Чоловіки | 51      | 12                 | 34               | 5                    |
| Жінки    | 36      | 7                  | 23               | 6                    |
| Разом    | 87      | 19                 | 57               | 11                   |